# Mit der Liebe spielt man nicht
Mit der Liebe spielt man nicht ist ein deutscher Liebesfilm von Hans W. Busse aus dem Jahr 1973.

## Handlung
Die volljährige Hotelfachfrau Lis liebt seit ihrer Kindheit den Arzt Dr. med. Peter Arco, der theoretisch ihr Vater sein könnte, in ihr noch ein Kind sieht und zudem der beste Freund ihres Bruders Georg ist. Da Peter als eingefleischter Junggeselle allein lebt, sinnt Lis auf eine List. Sie behauptet, schwanger zu sein, den Vater des ungeborenen Kindes jedoch schon längst verlassen zu haben. Georg, der bei der nächsten Wahl zum Bürgermeister kandidieren will, könnte ein uneheliches Kind in der Familie seinen fast sicheren Posten kosten. Lis überzeugt ihn, dass doch einer seiner besten Freunde bereit sein müsste, sie für eine vertraglich festgelegte, kurze Zeit zu ehelichen und sich nach Geburt des Kindes wieder von ihr scheiden zu lassen. Sie schlägt Peter vor, von dem sie ein Porträt besitzt, mit dem sie heimlich redet. Georg überredet Peter, Lis zu heiraten und der steht seinem Freund bei.
Die Ehe wird nach vertraglichen Regeln geschlossen und Lis und Peter präsentieren sich in der Öffentlichkeit nun als Paar. Zwar liebt Peter Lis nicht, da seine Idealfrau unterwürfig sein muss, behandelt sie jedoch wie eine gute Freundin. Als sie jedoch eine Blinddarmentzündung bekommt und Peter sie operiert, erkennt er während der OP, dass sie nicht schwanger ist. Mit Georg berät er sich und entscheidet, Lis nichts zu sagen, da er wissen will, was sie zu dem Schwindel bewogen hat. Dennoch behandelt er sie nun kühl und ablehnend und lädt sogar seine große Jugendliebe Lieselotte in das Hotel ein, in dem auch Lis und er selbst in einem Zimmer wohnen. Lis reagiert eifersüchtig, als sie die Vertrautheit von Lieselotte und Peter bemerkt und sieht, wie Lieselotte mit ihrem Mann flirtet. Als sie einen harmlosen Abschiedskuss als leidenschaftliche Liebe missdeutet, reist Lis überstürzt zurück nach München. Im Zug trifft sie auf Lieselotte, die ihr erzählt, dass sie nur habe testen wollen, ob sie als deutlich ältere Frau noch auf Männer wirke. Sie hat sich für Lis überraschend mit Georg verlobt. Peter wiederum hat sie überzeugt, dass Lis ihn ehrlich liebt.
Lis beginnt in München an einer Hotelrezeption zu arbeiten. Hier findet sie auch Peter, der lange nach ihr gesucht hat. Er verspricht, sein Machogehabe aufzugeben und Lis auch als starke Frau zu akzeptieren. Sie gibt ihm den Schlüssel zu ihrem Hotelzimmer und dort sieht er schließlich sein Foto auf ihrem Nachttisch stehen, das sie bis dahin immer vor ihm verborgen hat und mit dem sie heimlich kommuniziert hat. Er erkennt, dass sie die Schwangerschaft nur erfunden hat, weil sie ihn liebt. Als Lis in ihr Hotelzimmer kommt, fallen sich beide in die Arme – und Lis kann nun endlich das Foto von ihrem Nachttisch entfernen.

## Produktion
Die Anfangsszenen des Films wurden im damaligen Klosterhotel Biburg gedreht, die Hochzeitsszenen entstanden vor dem Hotel Seethaler in Straubing und das Flitterwochenhotel war das Holiday Inn in München-Schwabing. 
Der Film erlebte seine Uraufführung am 8. November 1973.
Vorlage war die Novelle Lis erobert einen Junggesellen von Kurt Lug und Herbert Land. 
Der Film hat inhaltlich nichts gemein mit dem 1834 veröffentlichten Stück Man spielt nicht mit der Liebe (On ne badine pas avec l’amour) von Alfred de Musset.

## Kritik
Der film-dienst bezeichnete Mit der Liebe spielt man nicht als „Durchschnittskomödie mit einem für ihre Entstehungszeit anachronistischen Frauenbild.“
Für Cinema war Mit der Liebe spielt man nicht ein „biederes Späßchen, das besser in die 50er gepasst hätte.“